# 拉格拉纳德利亚
拉格拉纳德利亚，是西班牙加泰罗尼亚莱里达省的一个市镇。 总面积89平方公里，总人口776人（2001年），人口密度9人/平方公里。